# Grand prévôt des Forces canadiennes
Le grand prévôt des Forces canadiennes (en anglais : Canadian Forces Provost Marshal) est à la tête des forces de police militaire du Canada.

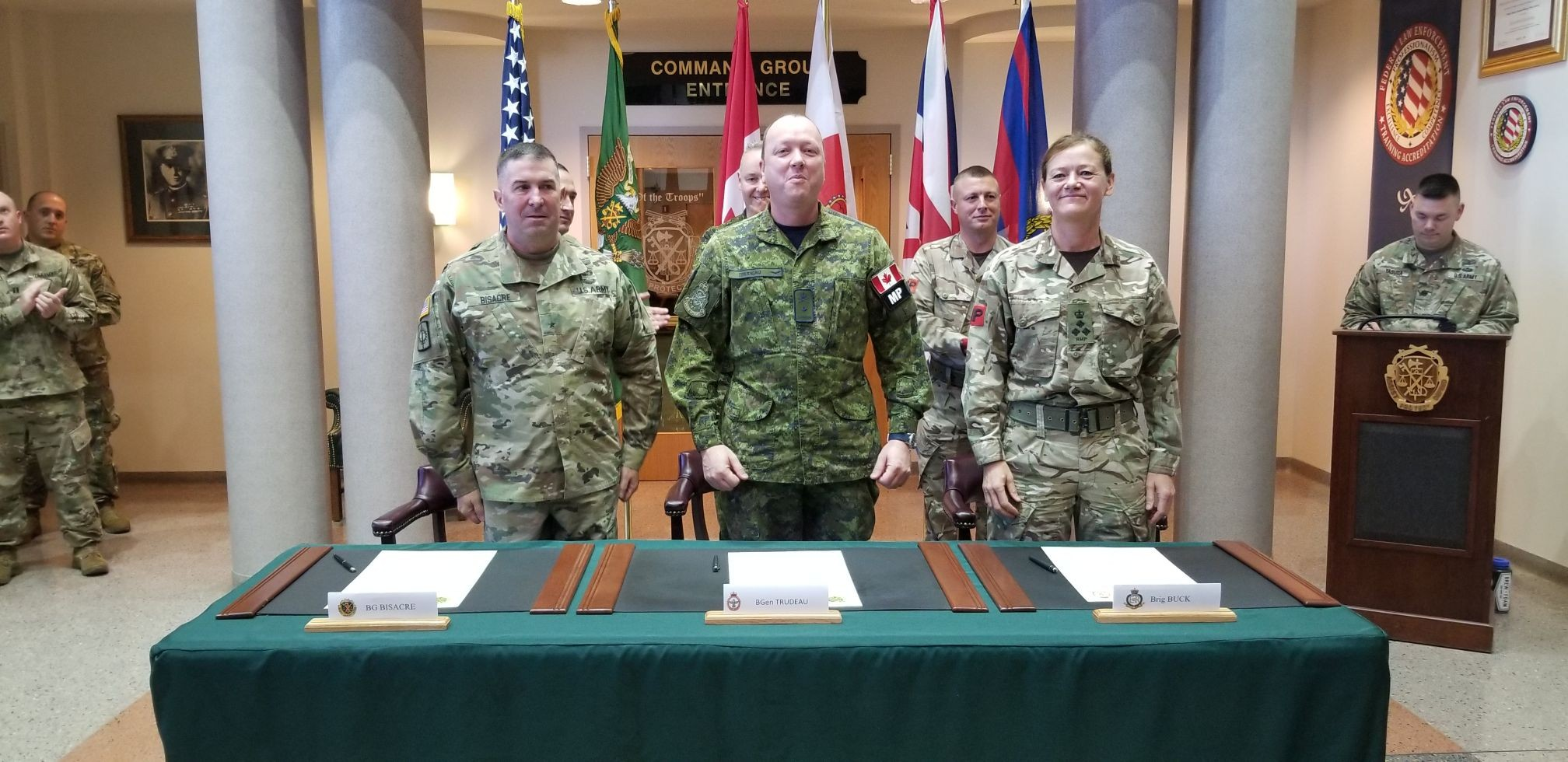
Simon Trudeau, grand prévôt des Forces canadiennes, au centre, lors d'une rencontre en 2019 avec ses homologues américain et britannique.

Le grand prévôt (ou prévôt général) rend compte à son supérieur direct, le vice-chef d'état-major des Forces armées canadiennes (en anglais : Vice Chief of the Defence Staff of Armed forces).